# Lyne Chardonnet
Pour les articles homonymes, voir Chardonnet.
 (août 2025).
Si vous disposez d'ouvrages ou d'articles de référence ou si vous connaissez des sites web de qualité traitant du thème abordé ici, merci de compléter l'article en donnant les références utiles à sa vérifiabilité et en les liant à la section « Notes et références ».
Lyne Chardonnet est une actrice française, née le 5 mai 1943 à Paris et morte le 11 décembre 1980 à Enghien-les-Bains (Val-d'Oise).

## Biographie

### Origines et formation
Lyne Catherine Jeanne Chardonnet naît le 5 mai 1943 dans le 14e arrondissement de Paris. Elle est la fille de Léopold Chardonnet — originaire de Montluçon (Allier), issu d'une famille d'Evaux-les-Bains (Creuse), dans les Combrailles (région naturelle du Massif central) — et d'Ellen Shapiro (1914-2003), d'origine irlandaise[réf. nécessaire].
Elle est formée au Conservatoire national supérieur d'art dramatique (promotion 1967)[source insuffisante] et y obtient deux seconds prix de comédie, classique et moderne. 

### Carrière
Lyne Chardonnet apparaît au cinéma à la fin des années 1960 dans des rôles de jeunes premières ingénues mais, cet emploi tombé en désuétude, elle est cantonnée à des seconds rôles.
Elle apparaît dans Mayerling de Terence Young, jouant la sœur cadette de Catherine Deneuve. Son rôle le plus populaire est celui d'Arabelle, amoureuse de Bernard Alane, dans Mon oncle Benjamin d'Édouard Molinaro : elle a obtenu le rôle car Claude Jade l'avait refusé, lui préférant le rôle principal de Manette, la fiancée du héros interprété par Jacques Brel. Elle joue aussi Valérie, courtisée par Roger Hanin dans Bruno, l'enfant du dimanche, Brigitte, aimée de Gérard Lartigau, dans Clérambard et Charlotte, séduite par Guy Bedos, dans L'Œuf.
À la télévision, son rôle le plus important est celui d'Herminie dans Les Gens de Mogador, mini-série avec notamment Marie-José Nat, Jean-Claude Drouot et Marie-France Pisier.
Sacrifiant sa chevelure de sylphide dans les années 1970, elle ne retrouve plus de rôles intéressants sur grand écran. Elle apparaît dans de petits rôles ou comme figurante dans des films d'Édouard Molinaro (une infirmière dans Dracula père et fils, une hôtesse de l'air dans L'Homme pressé…). Elle est l'une des invitées dans le téléfilm Les personnages de Maurice Cazeneuve, et une invitée du bal chez Jacques Demy dans Lady Oscar. Dans Trois Hommes à abattre (1980), elle est une infirmière et, dans son dernier film Chanel solitaire, une jeune nonne.
Elle a joué des rôles plus importants dans quelques téléfilms, comme Annick dans Une mort comme la mienne et Valérie dans Le Roi Muguet.

### Mort
Lyne Chardonnet meurt d'un cancer du foie à l’âge de 37 ans le 11 décembre 1980 à Enghien-les-Bains dans le Val-d'Oise.
Elle est inhumée à Soisy-sous-Montmorency.

### Vie privée
Lyne Chardonnet est la première épouse, de 1968 à 1969, de Paul-Loup Sulitzer,.
Elle a ensuite une fille, Léa (née le 28 juillet 1974), du comédien et metteur en scène Jacques Cortal. Ce dernier lui rendra hommage dans un court métrage (Le Dernier Jour, 1980) et dans un film romancé (Quand je vois le soleil, 2002, avec Marie-Claude Pietragalla et Florent Pagny).

## Filmographie

### Cinéma
- 1965 : La guerre est finie d'Alain Resnais : la jolie fille blonde
- 1967 : Benjamin ou les Mémoires d'un puceau de Michel Deville : Jacotte
- 1968 : Mayerling de Terence Young : Hannah Vetsera
- 1968 : Le Tatoué de Denys de La Patellière : Valérie Mézeray
- 1969 : Bruno, l'enfant du dimanche de Louis Grospierre : Valérie Moctance
- 1969 : Clérambard d'Yves Robert : Brigitte Galuchon
- 1969 : Mon oncle Benjamin d'Édouard Molinaro : Arabelle Minxit
- 1971 : Je, tu, elles… de Peter Foldes
- 1972 : Le Temps d'aimer de Christopher Miles : la fille du bar
- 1972 : L'Œuf (d'après Félicien Marceau), de Jean Herman : Charlotte Berthoullet
- 1973 : Les borgnes sont rois, court métrage de Michel Leroy et Edmond Séchan
- 1973 : Dada au cœur de Claude Accursi
- 1974 : Le Protecteur de Roger Hanin : la fille blonde
- 1976 : Le Jouet de Francis Veber : Mlle Blond
- 1976 : Dracula père et fils d'Édouard Molinaro : l'infirmière
- 1977 : L'Homme pressé d'Édouard Molinaro : l'hôtesse de l'air
- 1978 : Lady Oscar de Jacques Demy : l'invitée au Bal noir
- 1980 : Trois Hommes à abattre de Jacques Deray : l'infirmière au dossier
- 1980 : Une merveilleuse journée de Claude Vital : Geneviève
- 1981 : Chanel solitaire de George Kaczender : la jeune religieuse

### Télévision
- 1965 : Le Miroir à trois faces : La Vie de bohème (d'Henry Murger), émission télévisée d'Aimée Mortimer, réalisation de Maurice Cazeneuve : Mimi
- 1966 : Un chapeau de paille d'Italie, pièce de théâtre d’Eugène Labiche, filmée
- 1966 : Deslouette père et fils
- 1966 : Demeure chaste et pure
- 1967 : Les Sept de l'escalier 15, série de Jean-Paul Rouland : Sophie, la fille des Blouin
- 1967 : Les Cinq Dernières Minutes, épisode La Mort masquée de Guy Lessertisseur : Catherine
- 1967 : Au théâtre ce soir : Bon Appétit Monsieur de Gilbert Laporte, mise en scène Fred Pasquali, réalisation Pierre Sabbagh, théâtre Marigny
- 1967 : En votre âme et conscience, épisode L'Affaire Dumollard
- 1967 : Le ciel bleu coûte cher de Jacques Krier : Sophie
- 1968 : Guillaume le Conquérant de Jean Herman : Arlette
- 1970 : La Bonne Nouvelle
- 1970 : Allô Police, épisode L'affaire est dans le lac
- 1970 : Noële aux quatre vents, série
- 1970 : Pas moral pour deux sous
- 1972 : Les Gens de Mogador, mini-série : Herminie
- 1972 : Le comte Yoster a bien l'honneur, épisode Piège pour armateur
- 1972 : Qui êtes-vous M. Renaudot ? : Louise de Mâcon
- 1973 : Au théâtre ce soir : La Reine blanche  de Pierre Barillet et Jean-Pierre Gredy, mise en scène Jacques Sereys, réalisation Georges Folgoas, théâtre Marigny
- 1973 : Barberina ou l'oiselet vert
- 1973 : Le Calendrier de l'Histoire, série : Marie-Antoinette
- 1973 : Témoignage, épisode Justice immanente
- 1973 : Les Personnages, série : une invitée
- 1974 : Une mort comme la mienne de Jean Dasque : Annick
- 1974 : La Folie des bêtes, feuilleton : Catherine Bonnelle
- 1974 : Boulevard Durand, pièce de théâtre filmée
- 1974 : Le Palais bleu (de) : Yvonne
- 1974 : Libre-échange, série : elle-même
- 1974 : Un curé de choc, épisode L'Œuf rouge : la trafiquante
- 1976 : Messieurs les jurés, épisode L'Affaire Martine Cleurie : Mme Hennezel
- 1976-1980 : Les Jeux de 20 heures, jeu télévisé : elle-même
- 1977 : Les Hommes de Rose, mini-série : Josette
- 1978 : Claudine, épisode Claudine en ménage : Valentine Chassenet
- 1978 : Claudine, épisode Claudine s’en va : Valentine Chassenet
- 1978 : Au théâtre ce soir : Les Coucous de Guy Grosso et Michel Modo, mise en scène Michel Roux, réalisation Pierre Sabbagh, théâtre Marigny
- 1979 : Pierrette : Mme Tiphaine
- 1979 : Au théâtre ce soir : Les Bâtards de Robert Thomas, mise en scène de l'auteur, réalisation Pierre Sabbagh, théâtre Marigny
- 1979 : Par-devant notaire, épisode La Succession veuve Bernier : Solange
- 1979 : Les Amours de la Belle Époque, épisode Mon amie Nane : Justine
- 1979 : Le Roi Muguet : Valérie
- 1980 : La Vie des autres, épisode La Croix dans le cœur : Tanaquil
- 1980 : Salut champion, épisode La Petite Perle du Brésil : la voyageuse
- 1980 : Le Mystère de Saint-Chorlu : Alexandra Van Cockaert

## Théâtre
- 1964 : Chat en poche de Georges Feydeau, mise en scène Jean-Laurent Cochet, théâtre Daunou
- 1965 : Le Plus Heureux des trois d'Eugène Labiche, mise en scène Yves Gasc, théâtre des Mathurins
- 1967 : Interdit au public de Jean Marsan, mise en scène Jean Le Poulain, théâtre Saint-Georges
- 1968 : Interdit au public de Jean Marsan, mise en scène Jean Le Poulain, théâtre Saint-Georges
- 1969 : L'Aiglon d'Edmond Rostand, mise en scène Jacques Seyres, théâtre du Châtelet
- 1970 : Les Poissons rouges de Jean Anouilh, mise en scène Jean Anouilh et Roland Piétri, théâtre de l'Œuvre
- 1970 : Ciel, où sont passées les dattes de tes oasis ? de Roger Hanin, mise en scène Jacques Ardouin, théâtre de la Potinière
- 1971 : On ne badine pas avec l'amour d'Alfred de Musset, mise en scène Pierre Della Torre, théâtre de Saint-Maur-des-Fossés
- 1971 : Auguste, Auguste
- 1972 : L'Impromptu de Paris de Jean Giraudoux, mise en scène Edmond Tamiz, Festival de Bellac
- 1973 : La Reine blanche de Barillet et Gredy
- 1975 : Des souris et des hommes de John Steinbeck, mise en scène Robert Hossein, théâtre de Paris
- 1979 : Les Bâtards
- 1979 : Ciel, où sont passées les dattes de tes oasis ?